# Biskirchen
Biskirchen est le deuxième plus grand quartier de la ville de Leun, dans l'arrondissement de Lahn-Dill, dans le centre de la Hesse.

## Géographie
Biskirchen est situé dans la vallée de la Lahn entre Wetzlar et Weilburg, à la limite sud-est de la forêt de Westerwald. La localité est traversée par l'Ulmbach, qui se jette dans la Lahn. Biskirchen est donc depuis toujours le point de départ de la vallée de l'Ulm.

## Histoire

### Chronique
Biskirchen, mentionné pour la première fois en 1245 dans les archives princières de Braunfels, est un village typique avec des bâtiments anciens et des rues et ruelles sinueuses. L'ensemble du centre du village est protégé en tant que monument historique.
Le nom de Biskirchen (au Moyen-Âge "Bischofskirchen") provient d'une église (Bischofskirche) située autrefois dans la localité, dont l'origine remonte au seigneur des lieux et fondateur de l'église, l'évêque Rudolf Ier de Würzburg (892-908), un frère du roi Konrad Ier. Celui-ci aurait fait don de l'église à l'abbaye de Gemünden dans le Westerwald, fondée par son grand-père Gebhard. Plus tard, l'église passa de l'abbaye aux seigneurs de Runkel et de Westerburg, attestés comme patrons depuis le 13e siècle. Située dans la plaine de la Lahn menacée par les inondations, au pied de l'éminence qui soutient le village, l'église fut démolie en 1871 et remplacée par une nouvelle église.

### Réforme territoriale
Dans le cadre de la réforme territoriale en Hesse, les communes jusqu'alors indépendantes de Biskirchen, Bissenberg, Stockhausen ainsi que la ville de Leun ont fusionné le 31 décembre 1971 sur une base volontaire pour former la ville élargie de Leun. Pour chacune des anciennes communes indépendantes de Leun, un district local a été créé avec un conseil local et un chef de district, conformément au règlement communal de Hesse.

### Aperçu de l'histoire territoriale et de l'administration
La liste suivante donne un aperçu des territoires dans lesquels se trouvait Biskirchen ou des unités administratives dont elle dépendait :
- avant 1806 : Saint Empire romain germanique, Principauté de Solms-Braunfels, part du comté de Solms, Amt Greifenstein
- à partir de 1806 : Duché de Nassau, Amt Greifenstein
- à partir de 1816 : Royaume de Prusse, Province rhénane, circonscription administrative de Coblence, arrondissement de Braunfels
- à partir de 1822 : Royaume de Prusse, Province rhénane, circonscription administrative de Coblence, arrondissement de Wetzlar
- à partir de 1648 : Royaume de Prusse, province rhénane, circonscription administrative de Coblence, district de Wetzlar, séparation entre la justice (tribunal de district de Wetzlar (commission judiciaire de Ehringshausen) et l'administration)
- à partir de 1866 : Confédération d'Allemagne du Nord, Royaume de Prusse, Province rhénane, Regierungsbezirk Koblenz, Kreis Wetzlar
- à partir de 1871 : Empire allemand, royaume de Prusse, province rhénane, circonscription administrative de Coblence, arrondissement de Wetzlar
- à partir de 1918 : Empire allemand, État libre de Prusse, Province rhénane, circonscription administrative de Coblence, arrondissement de Wetzlar
- à partir de 1932 : Empire allemand, État libre de Prusse, province de Hesse-Nassau, circonscription administrative de Wiesbaden, arrondissement de Wetzlar
- à partir de 1944 : Empire allemand, État libre de Prusse, province de Nassau, arrondissement de Wetzlar
- à partir de 1945 : zone d'occupation américaine, Grande Hesse, district administratif de Wiesbaden, arrondissement de Wetzlar
- à partir de 1949 : République fédérale d'Allemagne, Land de Hesse, Regierungsbezirk Wiesbaden, Kreis Wetzlar
- à partir de 1968 : République fédérale d'Allemagne, Land de Hesse, Regierungsbezirk Darmstadt, Kreis Wetzlar.
- le 31 décembre 1971, Biskirchen a été intégré à la nouvelle municipalité de Leun.
- à partir de 1977 : République fédérale d'Allemagne, Land de Hesse, Regierungsbezirk Darmstadt, Lahn-Dill-Kreis
- à partir de 1981 : République fédérale d'Allemagne, Land de Hesse, Regierungsbezirk Gießen, Lahn-Dill-Kreis

### Développement de la population

#### Structure de la population
Selon les enquêtes du recensement 2011, 1485 habitants vivaient à Biskirchen le 9 mai 2011. Parmi eux, 45 (3,0 %) étaient des étrangers. Selon l'âge, 258 habitants avaient moins de 18 ans, 630 entre 18 et 49 ans, 306 entre 50 et 64 ans et 291 habitants étaient plus âgés. Les habitants vivaient dans 624 ménages. Parmi eux, 165 étaient des ménages de célibataires, 174 des couples sans enfants et 201 des couples avec enfants, ainsi que 72 des familles monoparentales et 9 des colocations. Dans 120 ménages vivaient exclusivement des seniors et dans 411 ménages ne vivaient pas de seniors.

#### Appartenance religieuse
(mai 2022).
Le contenu est difficilement compréhensible vu les erreurs de traduction, qui sont peut-être dues à l'utilisation d'un logiciel de traduction automatique.
| • 1834: | 477 protestants (95,21 %), 1 catholique (0,20 %), 23 juifs (4,59 %) |
| • 1961: | 1 032 protestants (87,98 %), 139 catholique (11,85 %)               |

## Culture et attractions touristiques

### Citations
Le poète local de Biskirchen Friedrich Zutt (1899-1988) a dédié à son lieu de naissance la chanson locale de Biskirchen, dans laquelle il fait spécifiquement référence à la richesse des sources minérales. La chanson, mise en musique par le directeur musical Heinrich Blaß, a été interprétée pour la première fois en 1972 par l'association de chanteurs Borussia-Sängergruß Biskirchen.

### Associations
La plus grande association de Biskirchen est la Turn- und Sportgemeinde Biskirchen e.V. (association sportive de Biskirchen).

### Constructions
Seul un mémorial (50° 31′ 49″ N, 8° 18′ 48,3″ E) rappelle l'"église épiscopale", probablement construite à l'époque ottonienne (vers 900) et qui a donné son nom au village. Des vestiges architecturaux ont fait l'objet d'une étude scientifique en 1939 (Dr. Helmut Schoppa) afin de déterminer la période de construction de l'église. La route de contournement créée après la Seconde Guerre mondiale passe par l'emplacement de l'ancienne église, dont le souvenir est rappelé par un obélisque érigé en 1884 par le pasteur Karl Wetz sur l'ancien mur du cimetière entre la route de contournement et la voie ferrée. L'ancienne église épiscopale abritait également autrefois un orgue de l'atelier de Johann Georg Bürgy datant de 1822, qui fut vendu à Daubhausen en 1872.
Construit entre 1868 et 1870 avec la participation du célèbre architecte Friedrich August Stüler, l'édifice néo-gothique-roman qui a succédé à la vénérable église épiscopale domine aujourd'hui le paysage local.
L'industrie locale des fontaines minérales (Westerwaldquelle, Heilquelle Karlssprudel ainsi que les anciennes fontaines St. Georgsquelle et Gertrudisbrunnen) constitue une particularité.
L'emblème du quartier de Leun est la maison de la fontaine Gertrudisbrunnen, reconnue par l'État (appelée "Wilder Brunnen" en 1601), qui a été exploitée économiquement entre 1874 et 1966 pour la production de boissons rafraîchissantes sous le nom de "Biski".
Voir aussi : Liste des monuments culturels à Biskirchen

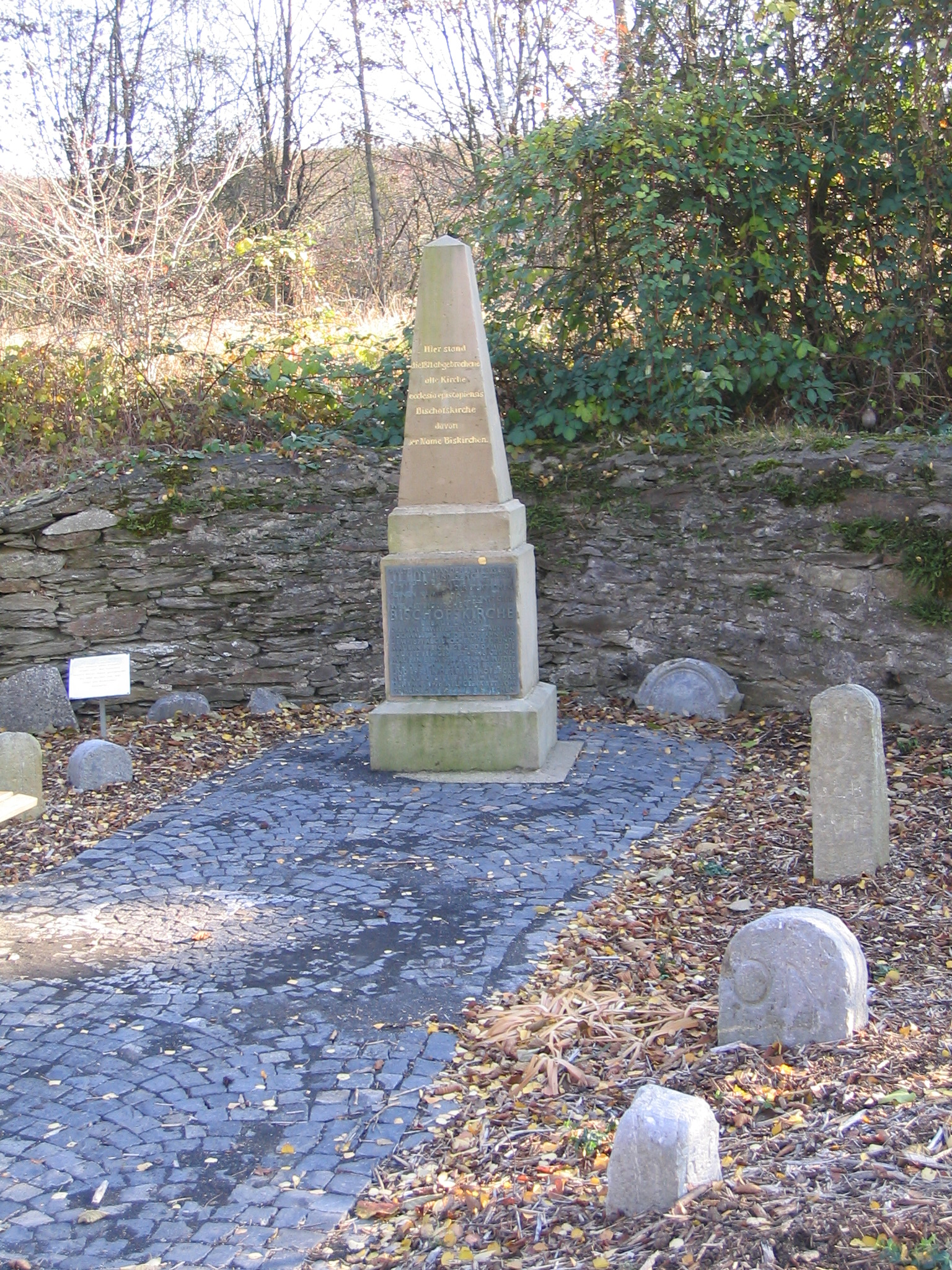
Gedenkstätte der Bischofskirche
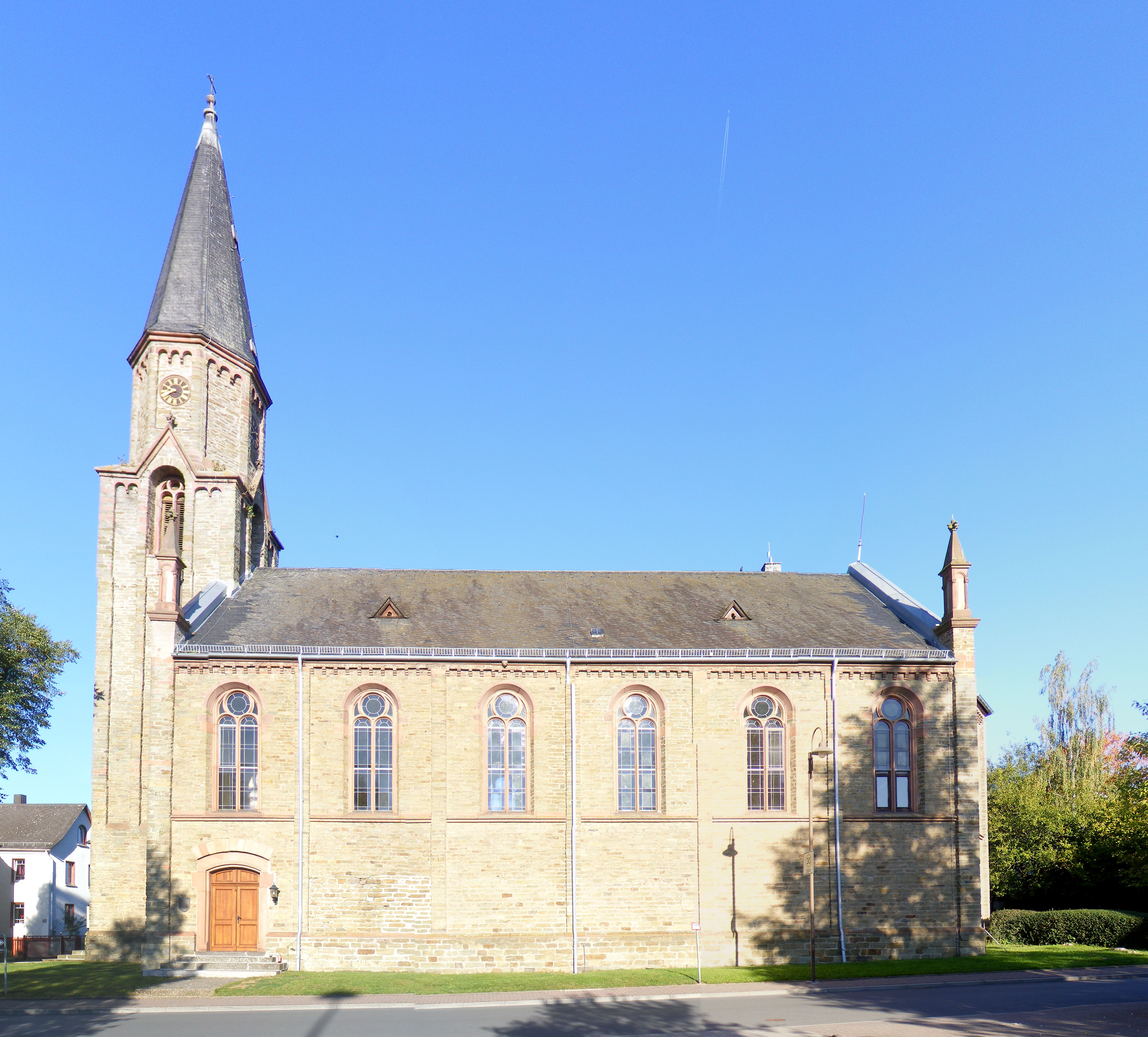
Evangelische Pfarrkirche
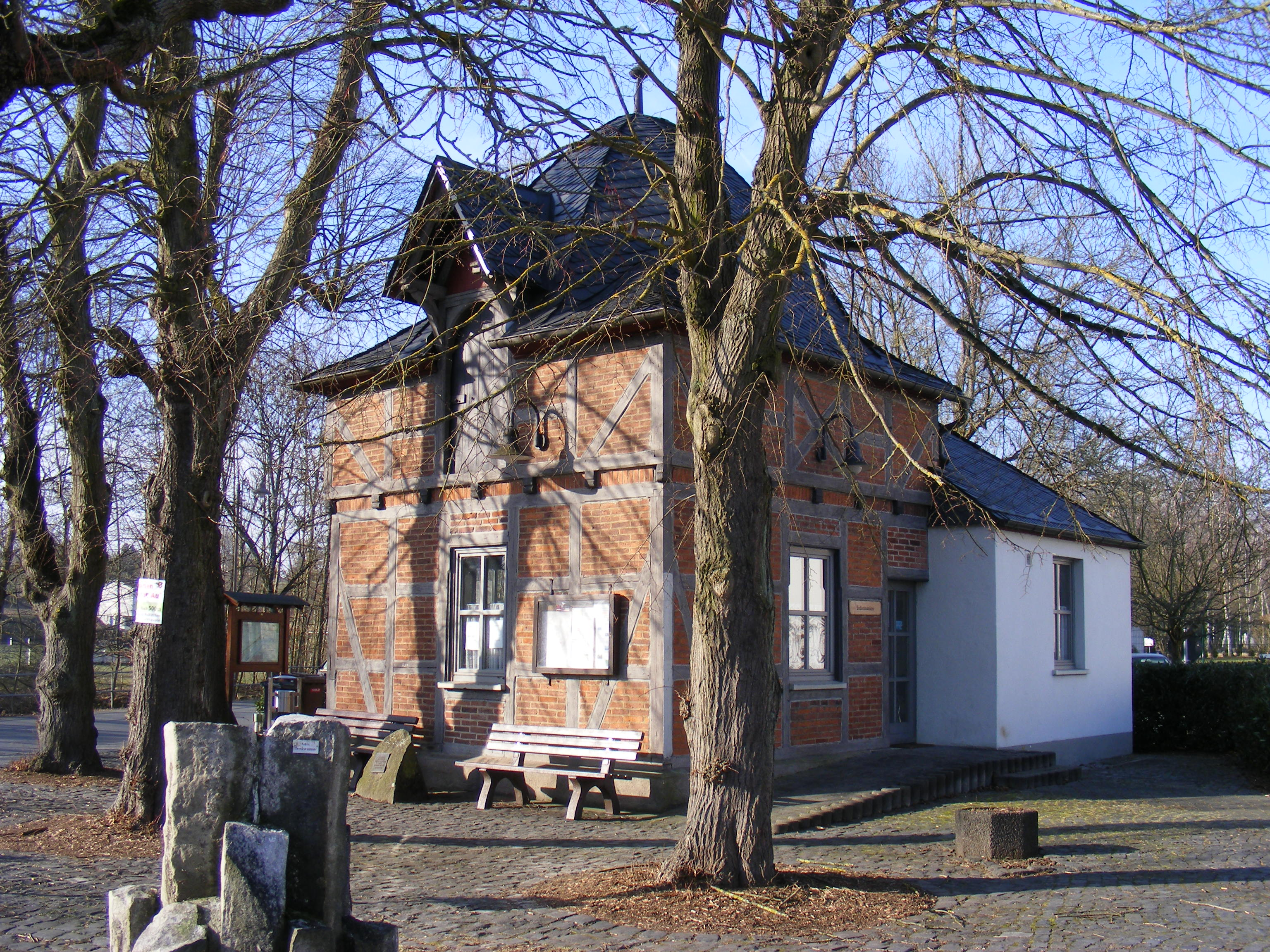
Brunnenhaus des Gertrudisbrunnens

### Le village Dolle
Le 7 avril 2022, Biskirchen a été dépeint par la chaîne de télévision Hessischer Rundfunk comme "Dolles Dorf". Le soir du 9 avril, l'émission "Hessenschau" a fait découvrir Biskirchen à des millions de téléspectateurs.

## Infrastructure
C'est à Biskirchen que se trouve l'école primaire centrale pour les localités environnantes de Biskirchen, Bissenberg et Stockhausen. Le village possède une sortie sur la route nationale 49.

## Personnalités
- Otto Renkhoff (1905–1995), Archiviste, auteur et éditeur
- Ernst Schauss (de) (1906–1972), homme politique hessois